# Ozzie (khỉ đột)
Ozoum, hay là Ozzie (k. 1961 – 25 tháng 1 năm 2022), là một con khỉ đột đất thấp phía Tây (Gorilla gorilla gorilla) sinh ra ở châu Phi. Con khỉ là đối tượng nghiên cứu tại Trung tâm Nghiên cứu Linh trưởng Quốc gia Yerkes ở bang Georgia, Hoa Kỳ từ năm 1964 đến năm 1988, khi nó được chuyển đến vườn thú Atlanta. Năm 2009, Ozzie là chú khỉ đột đầu tiên "tình nguyện" làm bài kiểm tra huyết áp. Trước khi qua đời ở tuổi 60, Ozzie được ghi nhận là con khỉ đột đực nuôi già nhất.

## Cuộc đời
Ozoum, hay là Ozzie, là một con khỉ đột đất thấp phía tây sinh ra ở châu Phi vào khoảng năm 1961. Nó bị bắt vào ngày 1 tháng 6 năm 1963. Ước tính lúc 3 tuổi, Ozoum được đưa đến Trung tâm Nghiên cứu Linh trưởng Quốc gia Yerkes vào ngày 23 tháng 4 năm 1964. Trong những năm 1970, nó là một phần của các nghiên cứu về nhận thức bản thân. Năm 1971, Ozoum là đối tượng trong một nghiên cứu định lượng về các yếu tố quyết định kháng nguyên của tế bào hồng cầu. Bắt đầu từ tháng 10 năm 1971, Ozoum là đối tượng nghiên cứu về hành vi sinh sản.
Năm 1988, Ozzie được chuyển đến Rừng nhiệt đới châu Phi Ford tại vườn thú Atlanta. Sau khi chuyển đến vườn thú Atlanta, Ozoum tiếp tục trở thành đối tượng của các cuộc nghiên cứu về hành vi. Ozzie là một đối tượng trong một nghiên cứu về bệnh tim tại vườn thú Atlanta. Năm 2009, nó học cách tự đo huyết áp bằng cách đưa cánh tay vào máy đo huyết áp (vòng bít huyết áp), trở thành chú khỉ đột đầu tiên tự nguyện làm như vậy. Điều này diễn ra sau nhiều tháng được đào tạo bởi những người trông coi vườn thú và các nhà nghiên cứu từ Georgia Tech và Đại học Emory. Ozzie giao tiếp với các nhân viên vườn thú thông qua giọng nói và tiếng gõ trên cửa ra vào và cửa sổ.
Tính đến năm 2013, Ozzie có 12 con, 9 cháu và 2 chắt.
Vào ngày 20 tháng 6 năm 2021, vườn thú đã tổ chức sinh nhật lần thứ 60 của Ozzie, biến nó trở thành con khỉ đột đực già nhất trong điều kiện nuôi nhốt. Nó nặng 160 kg (350 lb). Vào tháng 9 năm 2021, Ozzie có kết quả dương tính với COVID-19.
Ozzie bị bệnh tim và viêm khớp. Nó qua đời vào ngày 25 tháng 1 năm 2022, sau khi bị sưng phù mặt, suy nhược và chán ăn. Chủ tịch kiêm Giám đốc điều hành vườn thú Atlanta, Raymond B. King tuyên bố "Những đóng góp trong cuộc đời của Ozzie là không thể xóa nhòa, trong các thế hệ cá thể mà nó để lại trong quần thể khỉ đột".